# Велентеи
Велентеи (Велентѣи) — русский дворянский род, малороссийского происхождения.
Потомство Константина Велентея, казака Нежинского полка (конец XVIII в.).
Петр Павлович Велентей владел населенным крестьянами имением в хуторе близ г. Конотопа, которое перешло потом сыну его Петру, а по смерти сего последнего к сыновьям его Степану и Ивану Велентеям. На основании чего род этот признан Герольдией в дворянстве со внесением в первую часть родословной книги.

## Описание герба
В красном поле две золотые стрелы, опрокинутые в андреевский крест и сопровождаемые снизу и права двумя золотыми звёздами и слева золотым полумесяцем вправо. Щит увенчан дворянскими шлемом и короной.
Нашлемник: три страусовых пера.